# Nous trois (Runge)
Pour les articles homonymes, voir Nous trois.
Nous trois est un tableau du peintre allemand Philipp Otto Runge qui était exposé a la Kunsthalle de Hambourg. Le tableau a été détruit en 1931 lors de l'incendie du Palais des glaces de Munich.
Seul un dessin préparatoire de l'artiste, daté du 7 février 1805, est conservé. 

## Description
Destiné aux parents de Runge, le tableau a été achevé à l'automne 1805. Vêtu d'une blouse bleu foncé, l'artiste, à la droite du tableau, regarde le spectateur. Sa tête est légèrement penchée. Sa femme, qui porte une robe jaune doré se tient à ses côtés. Elle a un bras sur son épaule et penche sa tête vers lui. À gauche se tient Daniel Runge, le frère du peintre, armateur et poète, appuyé sur un chêne. 

## Commentaire
La plante dans le coin inférieur droit semble être de l'herbe à Robert qui, en allemand, est parfois nommée « Grâce de Dieu » (Gottesgnad). Le peintre se voyait porté par la grâce de Dieu.
Le peintre représente son frère Daniel adossé à un chêne solide qui étale ses feuilles protectrices sur l'artiste et sa femme. Runge avait écrit fin 1802 à son frère : « Pour tout ce qui m'est le plus précieux, j'ai toujours pu compter sur toi et je t'en remercie. »
Runge courtisait alors Pauline. Maintenant, c'est elle qui établit le lien entre les deux frères. Le lierre qui monte sur le chêne symbolise l'éternité de ce lien.
Le peintre Julius von Ehren a reproduit le tableau, d'après le dessin de Runge. Le tableau est la propriété de la Kunsthalle de Hambourg.